# Monterrey Arena
La Monterrey Arena est une salle omnisports située à Monterrey dans l'État du Nuevo León, Mexique.
La salle accueille principalement des concerts, des spectacles et des évènements sportifs comme des rencontres de basket-ball ou de football en salle. Depuis 2007, c'est le domicile du Monterrey La Raza de la National Indoor Soccer League. Le Monterrey Fury de la Major Indoor Soccer League et Fuerza Regia de la Liga Nacional de Baloncesto Professional y jouèrent de nombreuses fois. La Monterrey Arena peut accueillir jusqu'à 17 599 personnes.

## Histoire
Elle a été inaugurée le 27 novembre 2003 avec le concert de Juan Gabriel.

## Évènements
- Centre de presse pour le Monterrey Special Summit of the Americas, 12-13 janvier 2004
- WWE Raw Wrestlemania Revenge Tour
- WWE SmackDown Live Tour
- TNA iMPACT!
- Concerts de Juan Gabriel, KISS, The Cure, Green Day, Mötley Crüe, Juanes, Black Eyed Peas, Depeche Mode, Hilary Duff, Guns N' Roses, Beyoncé, Gwen Stefani, Ricky Martin, Daft Punk, Evanescence, The Police, Iron Maiden, Bob Dylan, KoRn & Black Label Society, Alizée, Scorpions, Simple Plan, Kanye West, Céline Dion, Rihanna, Miley Cyrus, Keane, Demi Lovato, Backstreet Boys...